# CoRoT-20
Désignations
CoRoT-20 est un système triple constitué d'une étoile, d'une planète de type Jupiter chaud et d'une naine brune. Il est distant d'environ ∼ 2 820 a.l. (∼ 865 pc) de la Terre.